# Андраль, Габриель
Габриель Андра́ль (1797—1876) — французский медик и педагог; профессор, член Французской академии наук.

## Биография
Габриель Андраль родился 6 ноября 1797 года в Париже.
В ученом мире приобрел известность своим исследованием «Clinique médicale» (3 т., Париж, 1823—30; переведено на немецкий язык Флисом, 5 т., Кведлинб., 1842—45).
Андраль занял в 1827 году кафедру гигиены в Парижском университете, которую оставил в 1830 году, получив кафедру патологии, в 1839 году избран профессором общей патологии и терапии, в 1843 году членом Французской академии наук. Он был избран иностранным почетным членом Американской академии искусств и наук в 1849 году .
Габриель Андраль скончался 13 февраля 1876 года в Париже.
Андраля помнят как пионера исследования химического состава крови. Он считается основателем научной гематологии, и ему приписывают её интеграцию в клиническую и аналитическую медицину.
Важнейшие труды Андраля по патологии: «Précis d’anatomie pathologique» (3 т., Париж, 1829; переведено на немецкий язык Беккером, 2 т., Лейпциг, 1829—30); «Cours de pathologie interne» (3 т., Париж, 1836—37; 2-е изд., Париж, 1848 г.; переведено на немецкий язык Унгером, 3 т., Берлин, 1836—38), «Essai d’hématologie pathologique» (Париж, 1843; переведено на немецкий язык Герцогом, Лейпциг, 1844), «Traité de l’auscultation médiate et du coeur» (2 т., Париж, 1836); им произведено совместно с Жюлем Гаварре и Онезимом Делафоном несколько важных гистологических и патолого-химических исследований крови и её составных частей: «Recherches sur les modifications de proportion de quelques principes du sang» (на немецком языке в переводе Вальтера, Нердл., 1842).